# Mount Kosciusko (Antarktika)
Mount Kosciusko ist ein markanter und 2909 m hoher erloschener Schildvulkan im westantarktischen Marie-Byrd-Land. Er nimmt den zentralen Teil der Ames Range ein.
Der United States Geological Survey kartierte ihn anhand eigener Vermessungen und Luftaufnahmen der United States Navy aus den Jahren von 1959 bis 1965. Das Advisory Committee on Antarctic Names benannte ihn 1974 nach Captain Henry Marzy Kosciusko (1917–1997), Leiter der Aktivitäten der Unterstützungseinheiten der US Navy in Antarktika von 1965 bis 1967.